# Finale de la Ligue Europa 2015-2016
La finale de la Ligue Europa 2015-2016 est la 45e finale de la Ligue Europa, et la 7e depuis la réforme de l'ancienne Coupe UEFA. Ce match de football a lieu le 18 mai 2016 au Parc Saint-Jacques de Bâle.
Elle oppose l'équipe anglaise du Liverpool FC à celle, espagnole et également tenant du titre, du Séville FC. Le match se termine sur une victoire 3 buts à 1 de l’équipe espagnole qui remporte sa troisième Ligue Europa d'affilée, et pour la cinquième fois après les sacres de 2006, 2007, 2014 et 2015.
Vainqueur de la finale, le Séville FC est à ce titre qualifié pour la Supercoupe de l'UEFA 2016 où il affrontera le Real Madrid, vainqueur de la finale de la Ligue des champions. Il est également qualifié pour la phase de groupes de la Ligue des champions 2016-2017, le vainqueur de la Ligue des champions étant déjà qualifié par le biais de son championnat national, la place réservée au vainqueur de cette compétition est réattribuée au vainqueur de la Ligue Europa.

## Stade
Le Parc Saint-Jacques a été désigné hôte de la finale à l'issue d'une réunion du Comité exécutif de l'UEFA à Nyon le 18 septembre 2014. Il s'agît de la première finale de coupe d'Europe accueillie par le stade, bien que l'ancien stade du même nom, le Stade Saint-Jacques, ouvert en 1954 pour la Coupe du monde 1954 et fermé en 1998, eût accueilli quatre finales de Coupe d'Europe des vainqueurs de coupe en 1969, 1975, 1979 et 1984,.
L'actuel Parc Saint-Jacques, construit en 1998 et ouvert en 2001, est le stade de résidence du FC Bâle. Il a accueilli six matchs lors de l'Euro 2008, notamment le match d'ouverture et une demi-finale. Sa capacité actuelle est de 38 512 places, bien que réduite à environ 36 000 lors des compétitions de l’UEFA,.
La possibilité d'une finale « à domicile » pour le club suisse s'est présentée avec son repêchage en Ligue Europa à la suite de sa défaite face au Maccabi Tel-Aviv lors des barrages de qualification à la Ligue des champions. Elle prit cependant fin avec l'élimination du club face au Séville FC en huitièmes de finale.

## Contexte
Sans être particulièrement favori et malgré des débuts poussifs avec notamment trois matchs nuls lors des trois premières journées de la phase de groupes et un changement d'entraîneur avec l'éviction de Brendan Rodgers au profit de Jürgen Klopp au début octobre, Liverpool parvient à se hisser en finale à la suite d'un parcours honorable pour ce club habitué des compétitions européennes, ayant déjà remporté huit titres européens dont la Ligue Europa trois fois en 1973, 1976 et en 2001, et la Ligue des champions cinq fois, éliminant notamment les rivaux de Manchester United en huitième de finale, un des grands favoris Dortmund en quarts de finale au terme d'un match retour sensationnel et d'une victoire quatre buts à trois à Anfield, et une surprenante équipe de Villarreal en demi-finales. Il s'agit de la quatrième finale de Ligue Europa pour les Liverpuldiens, qui n'en ont alors perdu aucune. De manière générale, il s'agît de la douzième finale de coupe européenne pour les Anglais qui ont également remporté la finale de la Ligue des champions à cinq reprises en 1977, 1978, 1981, 1984 et 2005, et l'ont perdue à deux reprises en 1985 et en 2007, ayant également perdue une finale de Coupe des coupes en 1966. C'est la deuxième finale européenne pour l'entraîneur Jürgen Klopp, qui a perdu en finale de la Ligue des champions 2012-2013 avec son ancien club du Borussia Dortmund.
Qualifié pour la Ligue des champions à la suite de sa victoire de l'année précédente, l'aventure sévillane tourne court avec une sortie dès la phase de groupes où le club andalou s'est trouvé confronté à un groupe compliqué composé de la Juventus, de Manchester City et du Borussia Mönchengladbach, finissant à une troisième place synonyme de repêchage en Ligue Europa, dont les Sévillans détiennent le record de victoires avec quatre succès en 2006, 2007, 2014 et 2015. En terrain plus connu, Séville assure sa place en finale au terme d'un parcours composé du Molde FK, du FC Bâle, de l'Athletic Bilbao, avec une victoire aux tirs au but, et du Chakhtar Donetsk au terme duquel les Andalous ont pu assurer leur place pour une cinquième finale de Ligue Europa, la troisième consécutive, qu'ils ont, à l'instar des Anglais, toutes remportées jusque-là. Il s'agit de la troisième finale continentale pour l'entraîneur sévillan Unai Emery, qui a déjà amené à son équipe à la victoire les deux années précédentes.
Par ailleurs, la défaite de Villarreal face à Liverpool a non seulement mis fin à la perspective d'une troisième finale de Ligue Europa entièrement espagnole après 2007 et 2012, mais également à celle d'un « grand chelem » inédit où les deux finales de coupe d'Europe auraient été entièrement composées de clubs espagnols, les finalistes de la Ligue des champions étant le Real Madrid et l'Atlético Madrid.
Les deux clubs ne s'étaient jamais rencontrés jusqu'ici.

## Parcours des finalistes
Note : dans les résultats ci-dessous, le score du finaliste est toujours donné en premier (D : domicile ; E : extérieur).
| Rang | Équipe                | Pts | J | G | N | P | Bp | Bc | Diff |
| ---- | --------------------- | --- | - | - | - | - | -- | -- | ---- |
| 1    | Liverpool FC          | 10  | 6 | 2 | 4 | 0 | 6  | 4  | +2   |
| 2    | FC Sion               | 9   | 6 | 2 | 3 | 1 | 5  | 5  | 0    |
| 3    | Rubin Kazan           | 6   | 6 | 1 | 3 | 2 | 6  | 6  | 0    |
| 4    | Girondins de Bordeaux | 4   | 6 | 0 | 4 | 2 | 5  | 7  | -2   |

| Rang | Équipe                   | Pts | J | G | N | P | Bp | Bc | Diff |
| ---- | ------------------------ | --- | - | - | - | - | -- | -- | ---- |
| 1    | Manchester City          | 12  | 6 | 4 | 0 | 2 | 12 | 8  | +4   |
| 2    | Juventus FC              | 11  | 6 | 3 | 2 | 1 | 6  | 3  | +3   |
| 3    | Séville FC               | 6   | 6 | 2 | 0 | 4 | 8  | 11 | -3   |
| 4    | Borussia Mönchengladbach | 5   | 6 | 1 | 2 | 3 | 8  | 12 | -4   |

### Liverpool FC
Arrivé sixième du championnat anglais et héritant de la place en phase de groupes du vainqueur de la Coupe d'Angleterre à la suite de la qualification d'Arsenal en Ligue des champions, Liverpool est tiré dans le groupe B en compagnie des Girondins de Bordeaux, du FC Sion et du Rubin Kazan. La campagne démarre de manière poussive pour les Reds qui enchaînent trois matchs nuls sur leurs trois premières rencontres, tous sur le score d'un but partout, incluant le premier match à Anfield du nouvel entraîneur Jürgen Klopp, remplaçant de Brendan Rodgers renvoyé quelques jours après la deuxième journée de la phase de groupes,,. Les Liverpuldiens se reprennent par la suite en battant successivement le Rubin Kazan en Russie (0-1) puis les Girondins de Bordeaux à domicile sur le score de deux buts à un, éliminant ceux-ci par le fait-même, avant de conclure sur un quatrième et dernier match nul sur la pelouse du FC Sion assurant aux Reds la première place du groupe avec un total de dix points, le plus faible des douze groupes.
Tête de série, Liverpool hérite en seizièmes de finale des Allemands du FC Augsbourg, deuxième du groupe L, dont elle se défait difficilement sur le score final d'un but à zéro, ne faisant la différence que sur un penalty de James Milner à la cinquième minute du match retour. En huitième de finale, l'équipe se voit opposée aux compatriotes de Manchester United, rival historique,, constituant par la même occasion leur première confrontation en compétition européenne. Vainqueurs du match aller à domicile sur le score de deux buts à zéro grâce à des réalisations de Daniel Sturridge sur penalty et de Roberto Firmino, les Reds remportent finalement la double confrontation en réalisant un partage un but partout à Old Trafford grâce au but de Philippe Coutinho en fin de première période,. Le tirage au sort des quarts de finale oppose les Anglais aux Allemands du Borussia Dortmund, ancien club de Jürgen Klopp, amenant la confrontation à être surnommée « Kloppico » dans les médias,. Après un match aller rythmé au Signal Iduna Park conclu sur le score de parité d'un but partout, le match retour à Anfield démarre très mal pour les Liverpuldiens, menés 0-2 à la neuvième minute de jeu puis 1-3 à l'heure de jeu avec une réduction de l’écart par Divock Origi à la 48e minute, qui parviennent finalement à l'emporter sur le score fleuve de quatre buts à trois grâce à des buts de Philippe Coutinho à la 66e minute, de Mamadou Sakho à la 78e minute et de Dejan Lovren à la 91e minute pour conclure une remontée improbable comparée à, et inspirée par, celle entreprise par les Reds lors de la finale de la Ligue des champions de 2005 face à l'AC Milan. Le dernier carré de la compétition voit Liverpool affronter les Espagnols de Villarreal, comme eux invaincus dans la compétition. Au terme d'un match aller très serré au Madrigal, le « sous-marin jaune » finit par prendre l'avantage dans les arrêts de jeu par Adrián López et l'emporte sur le score d'un but à zéro, avant d'être battu lourdement à Anfield sur le score de trois buts à zéro par un but contre-son-camp de Bruno à la 7e minute suivi par des réalisations de Daniel Sturridge et Adam Lallana à la 63e et 81e minutes au cours d'un match durant lequel les Villerélais n'ont que peu existé, mis en grande difficulté par le pressing intense et constant de leur adversaire, ayant de plus passé la fin de match à dix à la suite de l'exclusion de Víctor Ruiz à la 71e minute,. Cette victoire permet à Liverpool d'accéder à sa quatrième finale de C3 et sa première finale de coupe d'Europe depuis la finale de la Ligue des champions de 2007 neuf ans auparavant.

### Séville FC
Vainqueur de l'édition précédente, Séville est la première équipe à profiter de l'attribution d'une place en Ligue des champions au vainqueur de la Ligue Europa introduite lors de la saison 2014-2015, d'autant que la victoire du FC Barcelone en finale de la Ligue des champions a permis à l'équipe d'hériter de la place en phase de groupes normalement réservée au vainqueur de la Ligue des champions. Les Andalous sont tirés dans un groupe C très relevé comptant la Juventus, finaliste de l’édition précédente, Manchester City et le Borussia Mönchengladbach. Malgré des débuts prometteurs en match d'ouverture avec une victoire trois buts à zéro face à une équipe du Borussia Mönchengladbach ayant concédée pas moins de trois penalties en vingt minutes,, les Sévillans enchaînent par la suite quatre défaites consécutives : trois fois à l'extérieur face à la Juventus (2-0), Manchester City (2-1) et à Mönchengladbach (4-2), et une fois à domicile contre les Citizens (1-3). Alors quatrième de leur groupe, les Andalous arrachent finalement la troisième place du groupe, synonyme de repêchage en Ligue Europa, en venant à bout de la Juventus sur le score d'un but à zéro, victoire leur permettant de repasser devant le Borussia Mönchengladbach, battu à Manchester en fin de match. Les Sévillans terminent finalement troisième de leur groupe avec six points et sont repêchés en Ligue Europa, un total ne leur permettant cependant pas d'être tête de série lors du tirage au sort des seizièmes de finale.
Malgré son statut de non-tête de série, Séville hérite en seizièmes de finale du Molde FK, vainqueur surprise du groupe A, qu'elle parvient à défaire sur le score final de trois buts à un en remportant aisément le match aller sur le score de trois buts à zéro par un doublé de Fernando Llorente et un but de Kevin Gameiro avant d'être battu un à zéro en Norvège. En huitième de finale face au FC Bâle, vainqueur de Saint-Étienne, Séville parvient à tenir le match nul à Bâle (0-0) avant d'éliminer sèchement les Suisses sur le score de trois buts à zéro lors du match retour par des buts des Français Adil Rami et Kevin Gameiro. Opposés à l'Athletic Bilbao en quarts de finale, les Sévillans parviennent à remporter leur premier match à l'extérieur de la saison en coupe d'Europe en battant les Basques deux buts à un à San Mamés avant d'être battus avec surprise à domicile lors du match retour sur le même score, poussant les deux équipes aux prolongations puis aux tirs au but desquels les Andalous sortent finalement vainqueurs par cinq buts à quatre. La demi-finale oppose Séville aux Ukrainiens du Chakhtar Donetsk. Tenant le match nul à Lviv (2-2), les Sévillans décrochent finalement leur billet pour la finale en l'emportant trois buts à un à Ramón-Sánchez-Pizjuán avec notamment un doublé de l'attaquant Kevin Gameiro, totalisant alors sept buts marqués sur toute la phase finale. Cette victoire offre à Séville sa troisième qualification d'affilée en finale, un record, et en tout sa cinquième finale de C3 depuis 2006 pour les Sévillans qui n'en ont jusqu'ici perdue aucune.

## Avant-match

### Ambassadeur

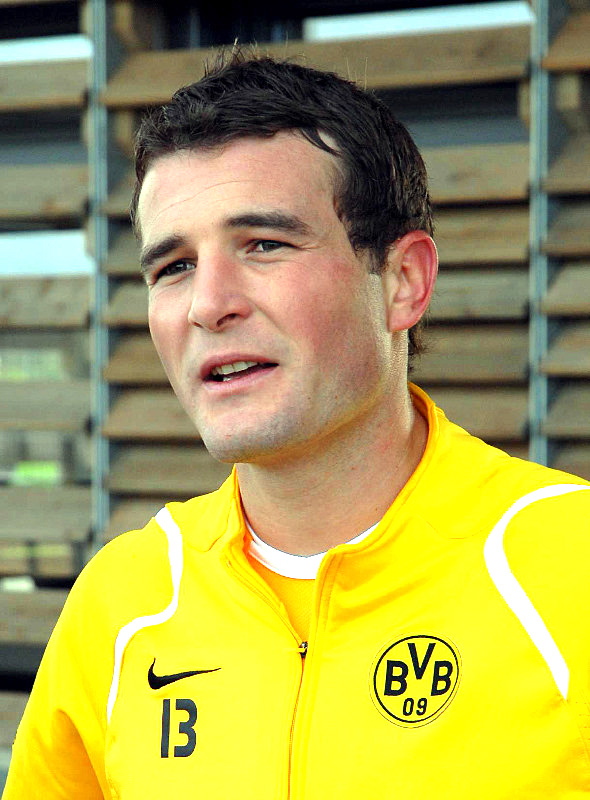
Alexander Frei est l'ambassadeur de la finale.

Alexander Frei, ancien attaquant du FC Bâle et de la Suisse, est l’ambassadeur de la finale.

### Identité visuelle
L'identité visuelle de la finale est dévoilée par l'UEFA le 27 août 2015. Celle-ci met notamment en valeur la Marktplatz de Bâle.

### Places
Un total de 27 000 places étaient mises à la disposition des fans et du grand public, chaque finaliste se voyant attribuées 9 000 places et 9 000 étant vendues dans le monde entier par le biais du site de l'UEFA entre le 23 février et 21 mars 2016. Quatre catégories de prix ont été proposées : CHF 180, CHF 120, CHF 90, et CHF 50. Les places restantes ont été allouées au comité d'organisation local, à l'UEFA et aux associations nationales, aux partenaires commerciaux et diffuseurs, et dans le cadre du programme d'hospitalité commerciale.
À la suite des qualifications de Liverpool et Séville pour la finale, l'UEFA a été obligé de justifier le choix du Parc Saint-Jacques, celui-ci étant alors le deuxième plus petit hôte d'une finale de la compétition après le Philips Stadion, en affirmant qu'il était impossible de prédire les finalistes à l'avance et que le choix de stades plus petits mais de grande qualité permettait à des pays plus divers d'accueillir une finale de Ligue Europa,.

## Match

### Arbitrage
Le suédois Jonas Eriksson est nommé arbitre de la finale par l'UEFA le 10 mai 2016. Le reste du corps arbitral se compose des suédois Mathias Klasenius et Daniel Wärnmark en tant qu'assistants, Stefan Johannesson et Markus Strömbergsson en tant qu'arbitres assistants supplémentaires, Mehmet Culum en tant qu'arbitre de réserve, et du Norvégien Svein Moen en tant que quatrième arbitre.

### Technologie sur la ligne de but
La technologie sur la ligne de but Hawk-Eye est utilisée lors de la finale. Il s'agît du premier match de compétition de l'UEFA à utiliser cette technologie depuis son approbation par le Comité exécutif de l'UEFA en janvier 2016.

### Feuille de match
Note : l'équipe « à domicile » (pour des raisons administratives) est déterminée par tirage au sort après celui des demi-finales le 15 avril 2016 au quartier général de l’UEFA à Nyon.
| Liverpool ·   |                   |     |
| Titulaires :  |                   |     |
|               |                   |     |
| 22            | Simon Mignolet    |     |
| 2             | Nathaniel Clyne   |     |
| 6             | Dejan Lovren      |     |
| 4             | Kolo Touré        | 82e |
| 18            | Alberto Moreno    |     |
| 7             | James Milner      |     |
| 23            | Emre Can          |     |
| 20            | Adam Lallana      | 73e |
| 11            | Roberto Firmino   | 69e |
| 10            | Philippe Coutinho |     |
| 15            | Daniel Sturridge  |     |
|               |                   |     |
| Remplaçants : |                   |     |
| 52            | Danny Ward        |     |
| 37            | Martin Škrtel     |     |
| 14            | Jordan Henderson  |     |
| 21            | Lucas Leiva       |     |
| 24            | Joe Allen         | 73e |
| 9             | Christian Benteke | 82e |
| 27            | Divock Origi      | 69e |
|               |                   |     |
| Entraîneur :  |                   |     |
| Jürgen Klopp  |                   |     |

| Séville ·     |                        |       |
| Titulaires :  |                        |       |
|               |                        |       |
| 31            | David Soria            |       |
| 25            | Mariano                |       |
| 3             | Adil Rami              | 78e   |
| 6             | Daniel Carriço         |       |
| 18            | Sergio Escudero        |       |
| 4             | Grzegorz Krychowiak    |       |
| 15            | Steven Nzonzi          |       |
| 23            | Coke                   |       |
| 19            | Éver Banega            | 90+3e |
| 20            | Vitolo                 |       |
| 9             | Kevin Gameiro          | 89e   |
|               |                        |       |
| Remplaçants : |                        |       |
| 1             | Sergio Rico            |       |
| 5             | Timothée Kolodziejczak | 78e   |
| 21            | Nicolás Pareja         |       |
| 8             | Vicente Iborra         | 89e   |
| 14            | Sebastián Cristóforo   | 90+3e |
| 22            | Yevhen Konoplyanka     |       |
| 24            | Fernando Llorente      |       |
|               |                        |       |
| Entraîneur :  |                        |       |
| Unai Emery    |                        |       |

| Liverpool ·   |                   |     |
| Titulaires :  |                   |     |
|               |                   |     |
| 22            | Simon Mignolet    |     |
| 2             | Nathaniel Clyne   |     |
| 6             | Dejan Lovren      |     |
| 4             | Kolo Touré        | 82e |
| 18            | Alberto Moreno    |     |
| 7             | James Milner      |     |
| 23            | Emre Can          |     |
| 20            | Adam Lallana      | 73e |
| 11            | Roberto Firmino   | 69e |
| 10            | Philippe Coutinho |     |
| 15            | Daniel Sturridge  |     |
|               |                   |     |
| Remplaçants : |                   |     |
| 52            | Danny Ward        |     |
| 37            | Martin Škrtel     |     |
| 14            | Jordan Henderson  |     |
| 21            | Lucas Leiva       |     |
| 24            | Joe Allen         | 73e |
| 9             | Christian Benteke | 82e |
| 27            | Divock Origi      | 69e |
|               |                   |     |
| Entraîneur :  |                   |     |
| Jürgen Klopp  |                   |     |

| Séville ·     |                        |       |
| Titulaires :  |                        |       |
|               |                        |       |
| 31            | David Soria            |       |
| 25            | Mariano                |       |
| 3             | Adil Rami              | 78e   |
| 6             | Daniel Carriço         |       |
| 18            | Sergio Escudero        |       |
| 4             | Grzegorz Krychowiak    |       |
| 15            | Steven Nzonzi          |       |
| 23            | Coke                   |       |
| 19            | Éver Banega            | 90+3e |
| 20            | Vitolo                 |       |
| 9             | Kevin Gameiro          | 89e   |
|               |                        |       |
| Remplaçants : |                        |       |
| 1             | Sergio Rico            |       |
| 5             | Timothée Kolodziejczak | 78e   |
| 21            | Nicolás Pareja         |       |
| 8             | Vicente Iborra         | 89e   |
| 14            | Sebastián Cristóforo   | 90+3e |
| 22            | Yevhen Konoplyanka     |       |
| 24            | Fernando Llorente      |       |
|               |                        |       |
| Entraîneur :  |                        |       |
| Unai Emery    |                        |       |

### Statistiques
| Statistique    | Liverpool | Séville |
| -------------- | --------- | ------- |
| Buts marqués   | 1         | 0       |
| Tirs           | 5         | 1       |
| Tirs cadrés    | 3         | 0       |
| Arrêts         | 0         | 2       |
| Possession     | 53 %      | 47 %    |
| Corners        | 2         | 3       |
| Fautes         | 11        | 4       |
| Hors-jeux      | 1         | 1       |
| Cartons jaunes | 1         | 0       |
| Cartons rouges | 0         | 0       |

| Statistique    | Liverpool | Séville |
| -------------- | --------- | ------- |
| Buts marqués   | 0         | 3       |
| Tirs           | 5         | 10      |
| Tirs cadrés    | 1         | 4       |
| Arrêts         | 1         | 1       |
| Possession     | 55 %      | 45 %    |
| Corners        | 2         | 4       |
| Fautes         | 8         | 5       |
| Hors-jeux      | 0         | 2       |
| Cartons jaunes | 2         | 4       |
| Cartons rouges | 0         | 0       |

| Statistique    | Liverpool | Séville |
| -------------- | --------- | ------- |
| Buts marqués   | 1         | 3       |
| Tirs           | 10        | 11      |
| Tirs cadrés    | 4         | 4       |
| Arrêts         | 1         | 3       |
| Possession     | 54 %      | 46 %    |
| Corners        | 4         | 7       |
| Fautes         | 19        | 9       |
| Hors-jeux      | 1         | 3       |
| Cartons jaunes | 3         | 4       |
| Cartons rouges | 0         | 0       |

## Après-match
Avec son cinquième sacre, le FC Séville conserve son record du nombre de C3 remportées et accroît son avance sur la Juventus, l'Inter Milan et Liverpool et leurs trois titres chacun. Il s'agît de la première fois qu'un club parvient à remporter la compétition trois fois d'affilée et une première en coupe d'Europe depuis le Bayern Munich en Coupe des clubs champions européens entre 1974 et 1976. Cette victoire permet à l'Espagne de dépasser l'Italie en nombre de C3 remportées avec dix victoires contre neuf.
Unai Emery devient le deuxième entraîneur à remporter la compétition à trois reprises après Giovanni Trapattoni (avec la Juventus en 1977 et 1993, et Inter Milan en 1991) et le premier à le faire avec la même équipe. Dans le même temps, José Antonio Reyes devient le premier joueur à remporter la compétition à cinq reprises, l'ayant déjà gagnée à deux reprises avec l'Atlético Madrid en 2010 et en 2012 et avec Séville en 2014 et en 2015.